# Robert Zünd
Robert Zünd (né le 3 mai 1827 à Lucerne, mort le 15 janvier 1909 dans la même ville) est un peintre suisse.

## Biographie
Robert Zünd est le fils d'une famille de la classe moyenne. Après le gymnase à Lucerne, il apprend le dessin et la peinture dans l'atelier de Jakob Schwegler (1793-1866). À la suggestion du peintre Joseph Zelger, il s'installe à Genève en 1848, où il est d'abord élève de François Diday et plus tard par son élève Alexandre Calame.
Au printemps 1851, il rencontre Rudolf Koller, avec qui il devient dès lors un grand ami. Une communauté d'atelier prévue entre les deux ne se concrétise pas, car chacun est trop étroitement lié à sa ville natale. En 1889, les deux se rendent ensemble à l'exposition internationale d'art de Munich.
En 1852, Zünd se rend à Paris et étudie les œuvres de maîtres hollandais et français du XVIIe siècle au Louvre. En 1860, Zünd crée sa première grande œuvre La Moisson, aujourd'hui au Kunstmuseum de Bâle. La même année, il copie des œuvres de Claude Gellée, Jacob van Ruisdael et Paulus Potter dans la Gemäldegalerie Alte Meister de Dresde.

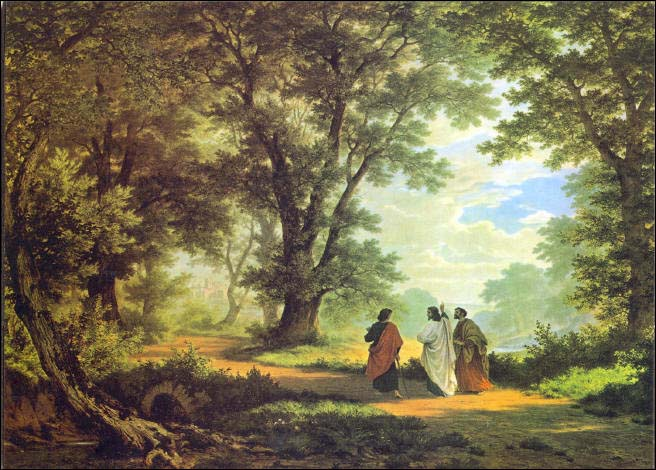
La Route vers Emmaüs, 1877.

En 1863, Zünd s'installe à la périphérie de Lucerne, qu'il ne quitte plus pour de longues périodes. Entre 1867 et 1877, la foi de Zünd se manifeste par le fait qu'il inclut des motifs bibliques dans ses peintures, par exemple dans La Marche vers Emmaüs de 1877, un motif populaire comme mémento.
En 1882, il achève La Forêt de chênes, l'une de ses œuvres les plus célèbres. L'image est basée sur une étude plus ancienne et sur une version plus petite de 1859. En 1881, Gottfried Keller rend visite à Zünd dans son atelier et est très impressionné. La Forêt de chênes est exposée à l'Exposition nationale suisse 1883 à Zurich. Son image grand format correspondante Forêt de hêtres est créée entre 1886 et 1887 et se trouve maintenant au Kunstmuseum Luzern.
En 1906, l'Université de Zurich décerne à Robert Zünd un doctorat honorifique. Une rue au nord-est de la gare principale de Lucerne porte le nom de Zünd. Sa tombe se trouve dans l'église Saint-Léger de Lucerne.